# Unbreakable (utwór muzyczny Sinplus)
Unbreakable – utwór szwajcarskiego duetu muzycznego Sinplus napisany przez braci Gabriela i Ivana Brogginiów, wydany w formie singla w 2011 i umieszczony na debiutanckim albumie studyjnym grupy pt. Disinformation (2012).
W grudniu 2011 utwór wygrał finał krajowych eliminacji eurowizyjnych, w których zdobył 17.87% głosów telewidzów, dzięki czemu został propozycją reprezentującą Szwajcarię w 56. Konkursie Piosenki Eurowizji organizowanym w Baku w 2012. 22 maja został zagrany przez zespół w pierwszym półfinale widowiska i zajął w nim 11. miejsce, przez co nie awansował do finału.

## Lista utworów
CD single
1. „Unbreakable” – 3:08

## Notowania na listach przebojów
| Kraj       | Lista (2011)   | Miejsce |
| ---------- | -------------- | ------- |
| Szwajcaria | Singles Top 75 | 24      |